# ألبرتو غونزاليس (مبارز بالسيف)
ألبرتو غونزاليس (بالإسبانية: Alberto González)‏ هو مبارز بالسيف أرجنتيني، ولد في 22 أكتوبر 1972 في بوينس آيرس في الأرجنتين.

## وصلات خارجية
- ألبرتو غونزاليس على موقع الاتحاد الدولي للمبارزة (الإنجليزية)
- ألبرتو غونزاليس على موقع أوليمبيديا (الإنجليزية)